# Rotax
Rotax é a marca de uma gama de motores de combustão interna desenvolvidos e fabricados pela empresa austríaca "BRP-Rotax GmbH & Co KG" (até 2016 "BRP-Powertrain GmbH & Co. KG"), por sua vez de propriedade da canadense Bombardier Recreational Products.
Os motores Rotax de quatro e dois tempos são usados em uma ampla variedade de pequenos veículos terrestres, marítimos e aeronáuticos. A Bombardier Recreational Products (BRP) os utiliza em sua própria linha de veículos. Na classe de aeronaves leves, em 1998 a Rotax superou as vendas de todos os outros fabricantes de motores aeronáuticos combinados.

## Histórico
A empresa foi fundada em 1920 em Dresden, Alemanha, como ROTAX-WERK AG. Em 1930, foi adquirida pela Fichtel & Sachs e transferiu suas operações para Schweinfurt, na Alemanha. As operações foram transferidas para Wels, Áustria, em 1943 e finalmente para Gunskirchen, Áustria, em 1947. Em 1959, a maioria das ações da Rotax foi adquirida pela Lohner-Werke, sediada em Viena, fabricante de carros e vagões ferroviários.
Em 1970, a "Lohner-Rotax" foi comprada pela canadense Bombardier Inc. A antiga filial da Bombardier, Bombardier Recreational Products, agora uma empresa independente, usa motores Rotax em seus veículos terrestres, jet skis e snowmobiles.

## Aplicações

### Snowmobiles
Os snowmobiles "Ski-Doo" da Bombardier Recreational Products são equipados com motores Rotax, incluindo os de dois e quatro tempos, turboalimentados e naturalmente aspirados, modelos de dois e três cilindros.

### Aviões
A Rotax fornece motores para aeronaves ultraleves, aeronaves leves e veículos aéreos não tripulados.

### Motocicletas
A divisão "Can-Am" da Bombardier Inc. desenvolveu uma linha de motocicletas a partir de 1971, movidas por motores Rotax. A operação das motocicletas Can-Am foi terceirizada para a Armstrong-CCM Motorcycles em 1983, com a produção encerrada em 1987.
Os fabricantes de motocicletas que usam motores Rotax, da marca Rotax ou de marca para o OEM, incluem Aprilia, BMW (C1, C1 200, séries F e G), Buell e KTM.
A Can-Am retomou a produção de motocicletas com uma série de motocicletas de três rodas para estrada, começando com a Spyder, usando motores Rotax. Em 2020, havia três modelos: o Ryker usa o 2 cilindros 600 ACE e 3 cilindros 900 ACE, o Spyder F3 usa o 3 cilindros 1300 ACE e o Spyder RT usa o 3 cilindros 1330 ACE.

### Jet skis
Em 2020, todos os jet skis da marca "Sea-Doo" da Bombardier Recreational Products estão equipadas com motores Rotax de três cilindros de quatro tempos, turbocomprimidos e normalmente aspirados da série ACE (Advanced Combustion Efficiency).

### Veículos fora-de-estrada
Os veículos fora-de-estrada "Can-Am Off-Road" da Bombardier Recreational Products são equipados com motores Rotax.

### Karts
A empresa introduziu o motor "Rotax MAX" para karts em 1998 e começou a organizar o "Rotax Max Challenge" em 2000. Também introduziu os pneus de karting Mojo em 2006 e os lubrificantes XPS em 2010.

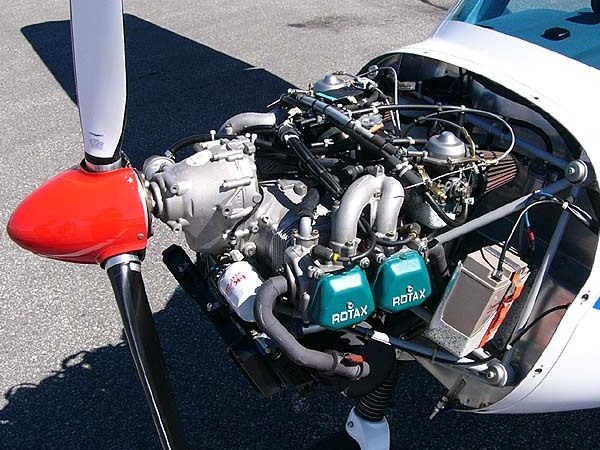
Um Rotax 912 instalado.

## Produtos

### Motores aeronáuticos
Os motores Rotax projetados especificamente para aeronaves leves incluem modelos de quatro e dois tempos.
Os modelos atuais são:
- Série Rotax 912, quatro tempos
- Série Rotax 914, quatro tempos
- Série Rotax 915, quatro tempos
- Série Rotax 582 UL, dois tempos

| Modelo                | 912 A/F | 914 F2/F3/F4 | 912 S/iSc Sport | 915 iSc A/B - 916 iSc3 B                                                                                                   |
| Certificação de tipo  | 25 de setembro de 1989 | 15 de maio de 1996 | 27 de novembro de 1998 | 14 de dezembro de 2017 |
| Configuração          | 4 tempos, 4 cilindros boxer, ignição por centelha, cabeçotes refrigerados a água, cilindros refrigerados a ar, cárter seco | 4 tempos, 4 cilindros boxer, ignição por centelha, cabeçotes refrigerados a água, cilindros refrigerados a ar, cárter seco | 4 tempos, 4 cilindros boxer, ignição por centelha, cabeçotes refrigerados a água, cilindros refrigerados a ar, cárter seco | 4 tempos, 4 cilindros boxer, ignição por centelha, cabeçotes refrigerados a água, cilindros refrigerados a ar, cárter seco |
| Aspiração             | natural | turbocompressor | natural | turbocompressor+intercooler                                                                                                |
| Alimentação           | 2× carburadores CD | 2× carburadores CD | injeção, dupla FADEC | injeção, dupla FADEC |
| Combustível           | gasolina automotiva ou AVGAS                                                                                               | gasolina automotiva ou AVGAS                                                                                               | gasolina automotiva ou AVGAS                                                                                               | gasolina automotiva ou AVGAS                                                                                               |
| Curso                 | 61 mm / 2.40 in | 61 mm / 2.40 in | 61 mm / 2.40 in | 61 mm / 2.40 in |
| Diâmetro              | 79,5 mm / 3.13 in | 79,5 mm / 3.13 in | 84 mm / 3.31 in | 84 mm / 3.31 in |
| Deslocamento          | 1211 cm3 / 73.9 cu.in | 1211 cm3 / 73.9 cu.in | 1352 cm3 / 82.5 cu.in | 1352 cm3 / 82.5 cu.in |
| Compressão            | 9:1 | 9:1 | 10.8:1 | 8.2:1 |
| Multiplicação         | 2,2727:1 / 2,4286:1 | 2,4286 : 1 | 2,4286 : 1 | 2,5454 : 1 |
| Comprimento           | 590 mm / 23.2 in | 665 mm / 26.2 in | 596 mm / 23.5 in | 657 mm / 25.9 in |
| Altura                | 375 mm / 14.8 in | 531 mm / 20.9 in | 398 mm / 15.7 in | 398 mm / 15.7 in |
| Largura               | 576 mm / 22.7 in | 576 mm / 22.7 in | 578 mm / 22.8 in | 578 mm / 22.8 in |
| Peso "seco"           | 57,1-59,8 kg / 125.88-131.8 lb                                                                                             | 71,7-74,4 kg / 158-164 lb                                                                                                  | 58,3-64,4 kg / 128.52-142 lb                                                                                               | 84,6-85,2 kg / 186.4-187.8 lb                                                                                              |
| Potência na decolagem | 59.6 kW (79.9 hp) | 84.5 kW (113.3 hp) | 73.5 kW (98.6 hp) | 100–117 kW (134–157 hp) |
| RPM na decolagem      | 5800 | 5800 | 5800 | 5800 |

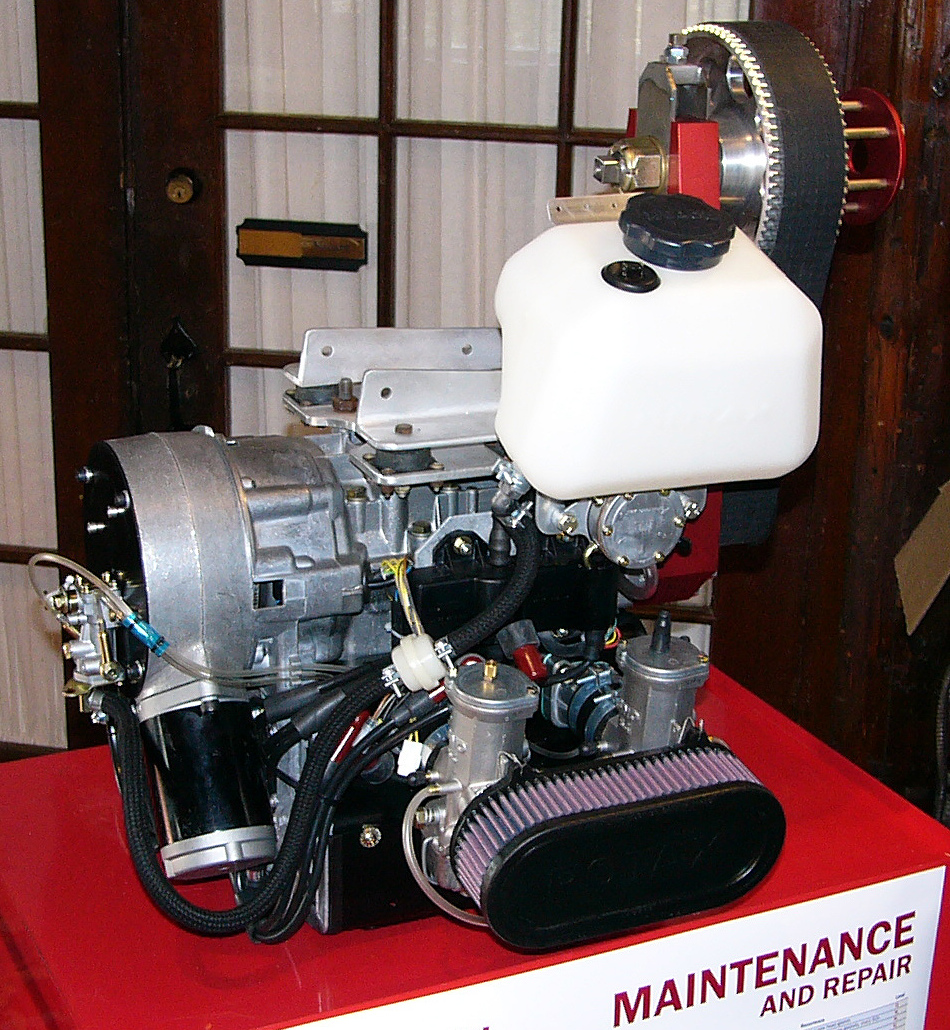
Um Rotax 503.

Modelos históricos fora de linha incluem:
- Rotax 275, dois tempos
- Rotax 277, dois tempos
- Rotax 377, dois tempos
- Rotax 447 UL, dois tempos
- Rotax 503 UL, dois tempos
- Rotax 532 UL, dois tempos
- Rotax 535 dois tempos certificado[16]
- Rotax 618 UL, dois tempos

### Motores de kart
O motor de kart "Rotax MAX" é uma série de motores de 2 tempos, lançada em 1997.

### OEM
A empresa também produz motores sem marca, peças e conjuntos de força completos para "Original Equipment Manufacturers" (OEM). Os usos incluem motocicletas e scooters, com motores completos, incluindo o Rotax 122 e Rotax 804.